# Вілла Бав'єра
landmark_region: CL 36°23′15″ пд. ш. 71°35′15″ зх. д. / 36.38750° пд. ш. 71.58750° зх. д.

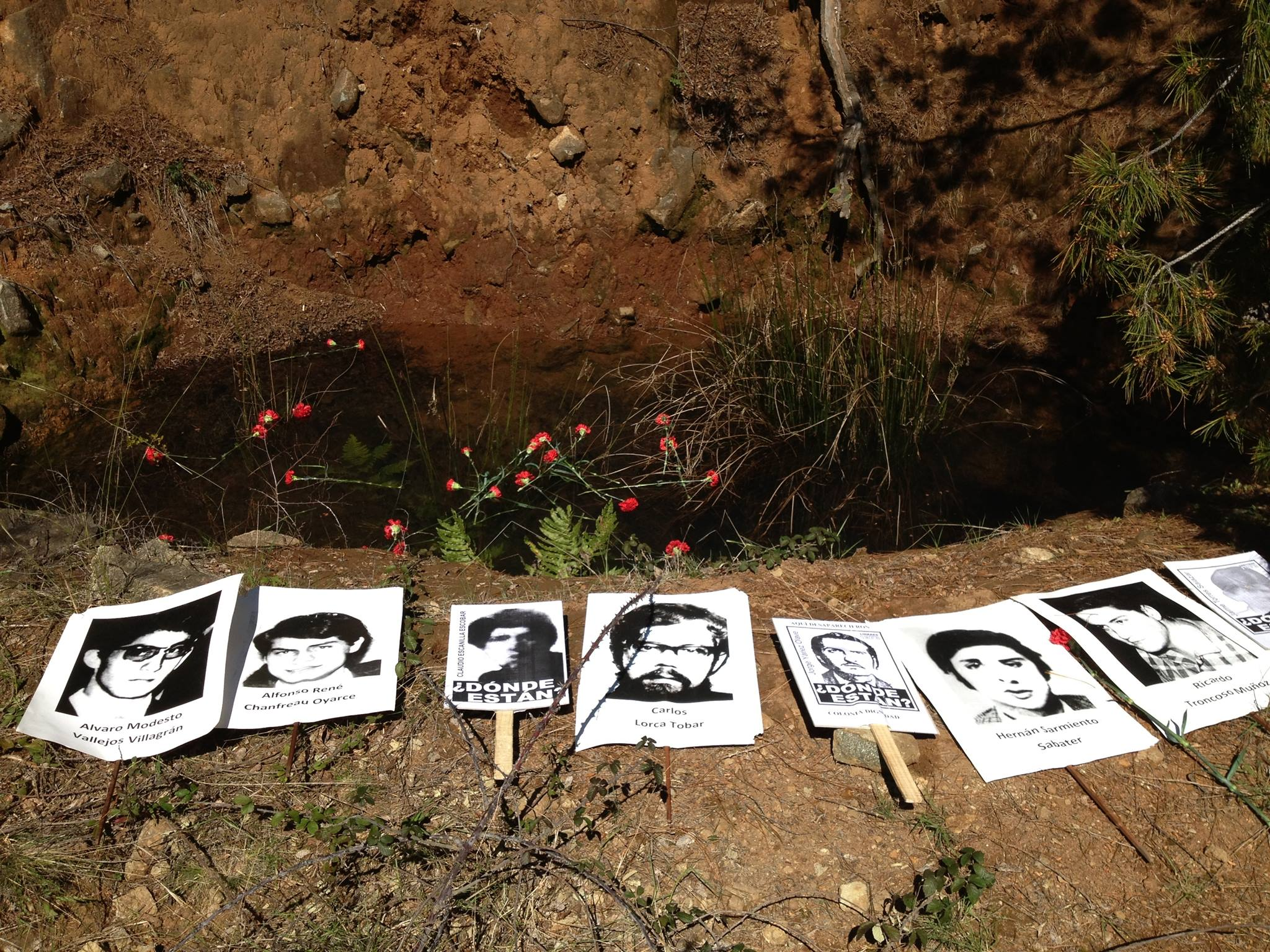
Яма на території колонії, в якій розслідування виявило тіла зниклих в період диктатури Піночета чилійців

Вілла Бав'єра (ісп. Villa Baviera), раніше Колонія Дігнідад (ісп. Colonia Dignidad) — німецьке поселення в Чилі, засноване у 1961 у Паулем Шефером, офіційно назване «Благодійне і освітнє товариство „Дігнідад“» (ісп. Sociedad Benefactora y Educacional Dignidad).

## Історія

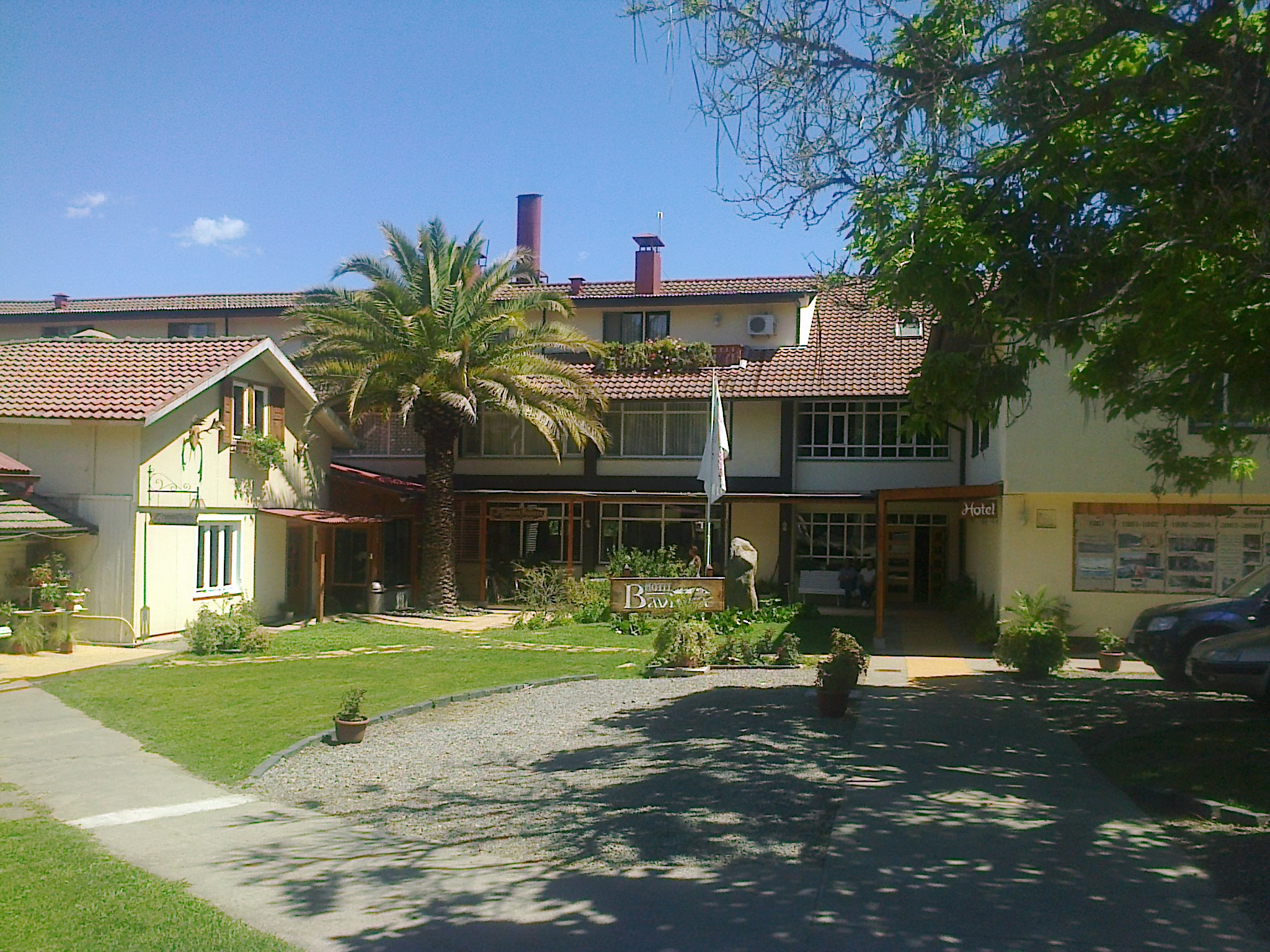
Готель на території колонії Дігнідад.

Спочатку поселення, відкрите в 1961 році, являло собою абсолютно закриту напіввоєнну зону, площею 17 тисяч гектарів, обнесену колючим дротом. По периметру території колонії знаходилися вежі з оглядовими майданчиками і автоматниками. На територію колонії не поширювалася юрисдикція чилійського уряду. Офіційна мова колонії — німецька. На території були відсутні гроші, а мешканці колонії не мали документів.
Шефер, за свідченням очевидців, був главою і диктатором цієї території. За розповідями очевидців, яким вдалося втекти з «Вілли Баварії», він неодноразово ґвалтував дітей, змушував їх виконувати свої примхи. Чилійський суд вважає, що Шефер спокусив, щонайменше, 26 неповнолітніх. На думку правозахисників, сліди багатьох опозиціонерів чилійського режиму губляться на території «Дігнідад». Існують докази того, що керівництво громади тісно співпрацювало з таємною поліцією ДІНА, що займалася викраденням людей. У березні 2005 року Шефер був заарештований в Буенос-Айресі.
У січні 1991 року президент Чилі Патрісіо Ейлвін підписав декрет, що позбавляв німецький «анклав» юридичних прав і пільг. Мотивація дій чилійської влади — кричуще відхилення від заявлених при створенні цілей і неодноразове порушення законодавства Чилі.
У 2005 році на території колонії був виявлений склад зброї — найбільший приватний склад зброї на території Чилі.
Зараз «Вілла Баварія» є повністю відкритим місцем для проживання близько 500 осіб, в основному німців за національністю, які працюють на полях і в фірмі «Dignidad company», що виробляє сільськогосподарську продукцію.

### Злочини членів колонії

#### Насильство над дітьми
Пауль Шефер (нім. Paul Schäfer), колишній парамедик Люфтваффе і глава колонії Дігнідад, раніше покинув Німеччину після звинувачення в розбещенні двох неповнолітніх хлопчиків. 20 травня 1997 р. він покинув Чилі, переслідуваний за розтління 26 дітей в колонії. Також від Шефера були потрібні відповіді на питання щодо зникнення в районі колонії у 1985 році Бориса Вайфеллера, американського туриста, походженням з СРСР, якій мав намір досліджувати околиці колонії з лічильником Гейгера. У березні 2005 року Шефер був заарештований в Аргентині і екстрадований в Чилі. 22 інших співробітника колонії, включаючи його заступника Хартмута Хоппе, були визнані винними в насильстві над дітьми. Шефер був визнаний винним, і помер від серцевого нападу у в'язниці, 24 квітня 2010 року, відбуваючи своє 33-річне ув'язнення в Сантьяго.

#### Тортури

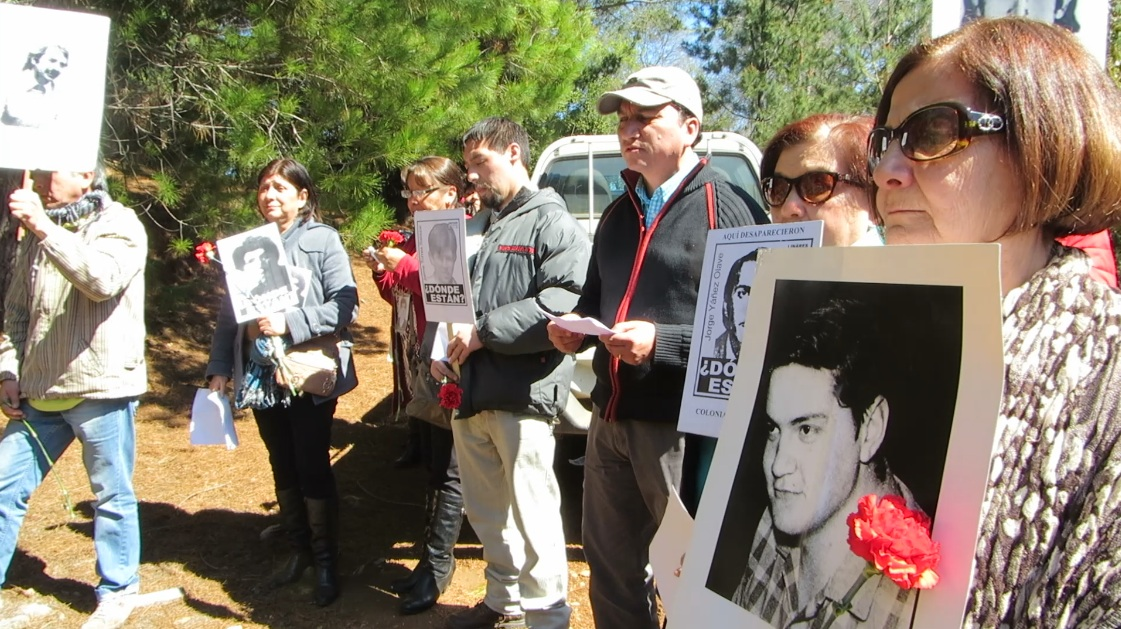
Сім'ї зниклих на території колонії чилійців.

Під час правління диктаторського режиму Аугусто Піночета, колонія Дігнідад служила хунті спеціальним центром тортур. У 1991 році національна комісія дійшла в своєму звіті до висновку, що 
|  | певна кількість людей, затриманих поліцією DINA, були дійсно доставлені на територію колонії Дігнідад, утримувалися тут як в'язні протягом тривалого часу, деякі з них були піддані тортурам, і що, згідно з показаннями агентів DINA, деякі з місцевих колоністів були залучені до цих дій |

Звіт організації Amnesty International за березень 1977, під заголовком «Зниклі ув'язнені в Чилі», посилається на звіт ООН, в якому, зокрема, наводяться такі свідчення очевидців:
| Черговий центр затримання DINA, описаний в документі [ООН], в якому стверджується, що проводяться експерименти з тортурами — це колонія Дігнідад, недалеко від міста Парраль … Оригінальний текст (англ.) [Another DINA detention center described in the [UN] document, in which it is alleged that experiments in torture are carried out, is Colonia Dignidad, near the town of Parral ... ] Помилка: {{Lang}}: не вказано код мови (допомога) — Disappeared Prisoners in Chile |

## У масовій культурі
- У 2015 році режисером Флоріаном Галленбергером було знято художній фільм «Колонія»[8]. Фільм вийшов на екрани Європи у вересні 2015 року, США — у квітні 2016 року, Україні — 31 березня 2016 року.